# Ертугрул Ергезен
Ертугрул Ергезен (тур. Ertuğrul Ergezen; 20 липня 1978, Пософ, Ардахан) — турецький професійний боксер, призер чемпіонату Європи серед аматорів.

## Боксерська кар'єра
На кваліфікаційному чемпіонаті Європи 2004 Ертугрул Ергезен завоював бронзову медаль і путівку на Олімпійські ігри 2004.
- В 1/16 фіналу переміг Костаса Філіппоу (Кипр) — 31-20
- В 1/8 фіналу переміг Марата Товмасяна (Вірменія) — 29-7
- В 1/4 фіналу переміг Девіда Долана (Англія) — 46-38
- В півфіналі не вийшов проти Віктора Зуєва (Білорусь)

На Олімпійських іграх 2004 не зумів взяти участь в змаганнях через травму, отриману на тренуванні.
2005 року Ертугрул Ергезен перейшов до професійного боксу і провів чотири переможних боя.